# Agnes Geraghty
Agnes Geraghty (n. 26 noiembrie 1907, New York City, New York, SUA – d. 1 martie 1974, Oceanside⁠(d), Nassau County, New York, SUA) a fost o înotătoare ce a reprezentat Statele Unite ale Americii, medaliată olimpică. A participat la 2 ediții ale Jocurilor Olimpice (1924, 1928) în care a câștigat două medalii de argint.